# ازمکی
ازمکی (نام علمی: Draba huetii) نام یک گونه از سرده ازمکی است.